# كودي هاي
كودي هاي هو متزلج فني كندي، ولد في 28 يوليو 1983 في دوسن كريك في كندا.

## وصلات خارجية
- كودي هاي على موقع الاتحاد الدولي للتزلج (الإنجليزية)
- كودي هاي على موقع الاتحاد الدولي للتزلج (الإنجليزية)
- كودي هاي على موقع أوليمبيديا (الإنجليزية)